# Witali Michailowitsch Jelissejew

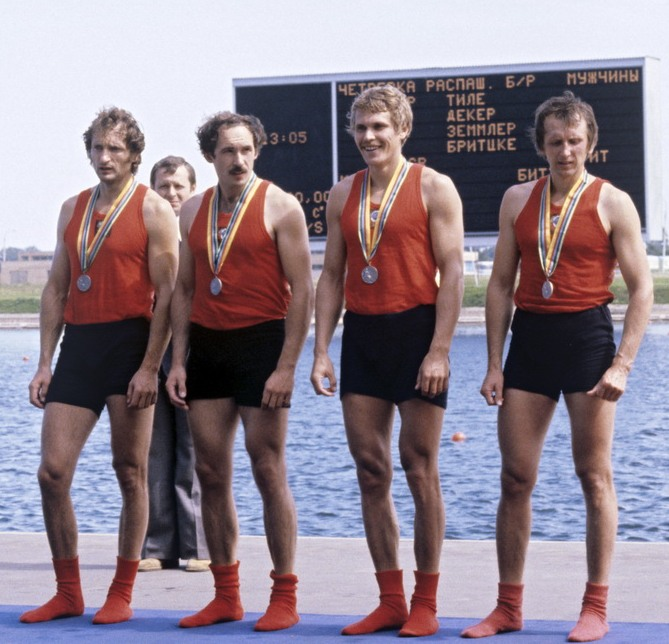
Der sowjetische Vierer von 1980 von links nach rechts: Kamkin, Dolinin, Kulagin, Jelissejew

Witali Michailowitsch Jelissejew (russisch Виталий Михайлович Елисеев; * 26. Februar 1950 in Gəncə, AsSSR) ist ein ehemaliger sowjetischer Ruderer.
Der 1,90 m große Witali Jelissejew von Burewestnik Moskau gewann zusammen mit Alexander Kulagin bei den Weltmeisterschaften 1977 im Zweier ohne Steuermann. 1980 bildeten Kulagin und Jelissejew zusammen mit Alexei Kamkin und Waleri Dolinin einen neuen sowjetischen Vierer ohne Steuermann. Bei den Olympischen Spielen 1980 in Moskau erhielten diese vier Ruderer die Silbermedaille hinter dem DDR-Boot. Im Jahr darauf siegte der sowjetische Vierer in der gleichen Besetzung bei den Weltmeisterschaften 1981 in München vor den Schweizern und dem Boot aus der DDR. 1982 in Luzern gelang den Schweizern vor heimischem Publikum die Revanche, sie siegten vor dem sowjetischen Vierer. 